# احمد بحنینی
احمد بحنینی (انگلیسی: Ahmed Bahnini; زاده ۱ ژانویهٔ ۱۹۰۹ – درگذشته ۱۰ ژوئیهٔ ۱۹۷۱) سیاست‌مدار اهل مراکش بود. وی از سال ۱۹۶۳ تا ۱۹۶۵ نخست وزیر مراکش بود.